# Dirka po Španiji 1948
Dirka po Španiji 1948 (špansko Vuelta a España 1948) je 8. izvedba dirke po Španiji, tritedenske moške cestne kolesarske etapne dirke. Začela se je 13. junija v Madridu in končala 4. julija v Madridu. Sodelovalo je 54 kolesarjev iz 11-ih ekip. Rumeno majico je prvič osvojil Bernardo Ruiz, drugo mesto Emilio Rodríguez, tretje pa Bernardo Capo. Zeleno majico je osvojil Bernardo Ruiz.

## Ekipe
- Agris Radio
- Bicicletas Cil
- Bicicletas Gaitan
- Casa Galindo
- Digame
- Hojas Afeitar Iberia
- Insecticidas ZZ
- neodvisni
- Pedal Notario
- U.D. Sans-Portaminas Alas Color
- Veloz Sport Balear

## Etape
| Etapa | Datum     | Štart/Cilj               | Razdalja | Tip     | Tip                  | Zmagovalec                                    |
| ----- | --------- | ------------------------ | -------- | ------- | -------------------- | --------------------------------------------- |
| 1     | 13. junij | Madrid – Madrid          | 14 km    |         | posamični kronometer | Bernardo Ruiz (ESP) · Julián Berrendero (ESP) |
| 2     | 13. junij | Madrid – Valdepeñas      | 198 km   |         |                      | Frans Gielen (BEL)                            |
| 3     | 14. junij | Valdepeñas – Granada     | 232 km   |         |                      | Dalmacio Langarica (ESP)                      |
| 4     | 15. junij | Granada – Murcia         | 285 km   |         |                      | Bernardo Ruiz (ESP)                           |
| 5     | 16. junij | Murcia – Alicante        | 230 km   |         |                      | Roberto Vercellone (ITA)                      |
| 6     | 17. junij | Alicante – Valencija     | 163 km   |         |                      | Dalmacio Langarica (ESP)                      |
| 7     | 19. junij | Valencija – Tortosa      | 201 km   |         |                      | José Pérez Llacer (ESP)                       |
| 8     | 20. junij | Tortosa – Barcelona      | 209 km   |         |                      | Senén Mesa (ESP)                              |
| 9     | 21. junij | Barcelona – Lleida       | 203 km   |         |                      | Miguel Gual (ESP)                             |
| 10    | 22. junij | Lleida – Zaragoza        | 144 km   |         |                      | Jean Lesage (BEL)                             |
| 11    | 23. junij | Zaragoza – San Sebastián | 276 km   |         |                      | Dalmacio Langarica (ESP)                      |
| 12    | 25. junij | San Sebastián – Bilbao   | 259 km   |         |                      | Bernardo Ruiz (ESP)                           |
| 13    | 26. junij | Bilbao – Santander       | 212 km   |         |                      | Senén Mesa (ESP)                              |
| 14    | 27. junij | Santander – Gijón        | 225 km   |         |                      | Senén Mesa (ESP)                              |
| 15    | 28. junij | Gijón – Ribadeo          | 200 km   |         |                      | Jean Lesage (BEL)                             |
| 16    | 29. junij | Ribadeo – La Coruña      | 156 km   |         |                      | Miguel Gual (ESP)                             |
| 17    | 1 . julij | La Coruña – Ourense      | 156 km   |         |                      | Miguel Gual (ESP)                             |
| 18    | 2 . julij | Ourense – León           | 276 km   |         |                      | Jean Lesage (BEL)                             |
| 19    | 3 . julij | León – Segovia           | 269 km   |         |                      | Miguel Gual (ESP)                             |
| 20    | 4 . julij | Segovia – Madrid         | 100 km   |         |                      | Víctor Ruiz (ESP)                             |
|       | Skupaj    | Skupaj                   | 4090 km  | 4090 km | 4090 km              | 4090 km                                       |

## Končna razvrstitev
| Legenda | Legenda                                  | Legenda | Legenda                                    |
| ------- | ---------------------------------------- | ------- | ------------------------------------------ |
|         | Predstavlja vodilnega v skupnem seštevku |         | Predstavlja vodilnega v gorski razvrstitvi |

### Rumena majica
| Poz. | Kolesar            | Čas          |
| ---- | ------------------ | ------------ |
| 1    | Bernardo Ruiz      | 155h 06' 30" |
| 2    | Emilio Rodríguez   | + 9' 07"     |
| 3    | Bernardo Capo      | + 20' 45"    |
| 4    | Dalmacio Langarica | + 22' 19"    |
| 5    | Senen Mesa         | + 24' 57"    |
| 6    | Manuel Costa       | + 25' 52"    |
| 7    | Manolo Rodríguez   | + 33' 25"    |
| 8    | José Pérez Llácer  | + 39' 37"    |
| 9    | Miguel Gual        | + 43' 35"    |
| 10   | Antoine Giauna     | + 1h 07' 38" |
| 11   | Víctor Ruiz        |              |
| 12   | Jean Lesage        |              |
| 13   | Juan Gimeno        |              |
| 14   | Ricardo Ferrandiz  |              |
| 15   | José Serra         |              |
| 16   | Agustin Miro       |              |
| 17   | Antonio Gelabert   |              |
| 18   | Pedro Font         |              |
| 19   | Jean Breur         |              |
| 20   | Senen Blanco       |              |
| 21   | Jesús Loroño       |              |
| 22   | Andres Moran       |              |
| 23   | Natalino Arata     |              |
| 24   | Joaquim Jimenez    |              |
| 25   | Frans Gielen       |              |